# 圣欧班 (埃纳省)
圣欧班（法語：Saint-Aubin，法語發音：[sɛ̃.t‿obɛ̃] ⓘ）是法国上法兰西大区埃纳省的一个市镇，位于该省西部，属于拉昂区。

## 地理
圣欧班（49°30'30"N, 3°11'20"E）面积8.36 平方千米，位于法国上法蘭西大區埃纳省，该省份为法国北部内陆省份，北起北部省，西接索姆省和瓦兹省，东临阿登省和马恩省，西南至塞纳-马恩省，东北部与比利时接壤。
与圣欧班接壤的市镇（或旧市镇、城区）包括：布莱朗库尔、圣保罗欧布瓦、瑟朗、特罗利卢瓦尔、瓦桑。

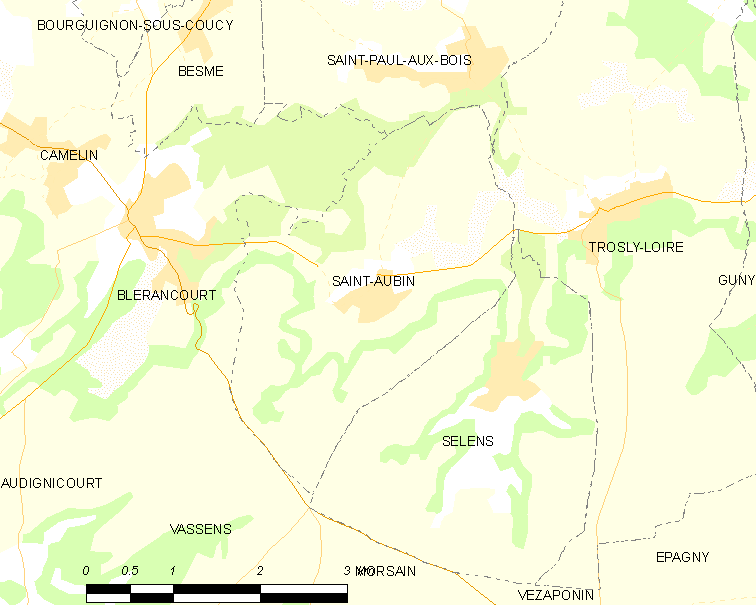
的OSM定位图

圣欧班的时区为UTC+01:00、UTC+02:00（夏令时）。

## 行政
圣欧班的邮政编码为02300，INSEE市镇编码为02671。

## 政治
圣欧班所属的省级选区为埃纳河畔维克县。

## 人口

1962-2008年间人口变化图示

圣欧班于2022年1月1日时的人口数量为279人。